# Selección de bandy de Inglaterra
La Selección de bandy de Inglaterra solía representar a Inglaterra en el bandy internacional a finales del siglo XIX y principios del XX. Desde 2019, ha habido una selección de bandy de Gran Bretaña en su lugar.

## Primeros días: de 1890 a 1910

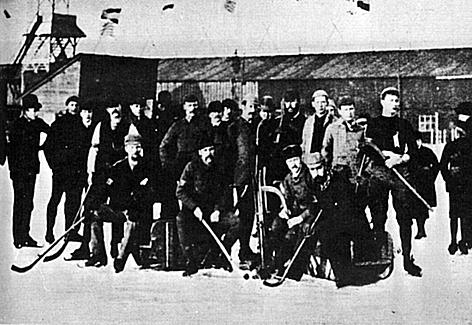
Selección de Inglaterra en el Campeonato Europeo de Bandy de 1913

Alrededor de 1900 se formó un equipo nacional de bandy de Inglaterra. Fue una consecuencia natural de que Inglaterra fuera el lugar de nacimiento del bandy en el siglo XIX, siendo el bandy a menudo visto como el equivalente invernal del fútbol de asociación o del hockey sobre césped. Los primeros partidos internacionales se jugaron contra Holanda, Alemania y Francia.
El equipo de bandy representó a Inglaterra en el Campeonato Europeo de Bandy de 1913 en Davos, Suiza. Se le atribuye haber ganado el torneo de ocho naciones. En ese momento, el bandy en Inglaterra se administraba a través de la Asociación Nacional de Bandy.
Los trastornos sociales debidos a la Primera Guerra Mundial terminaron entonces con el interés por el bandy en Gran Bretaña.

## Tiempo presente: década de 2010
Después de casi cien años, se formó una nueva federación nacional de bandy. La Federación Bandy de Inglaterra se unió a la Federación Internacional de Bandy en 2010 y se espera que Inglaterra juegue en los Campeonatos del Mundo en los próximos años. Debutar en 2018 era el objetivo.
La federación cambió de nombre a Federación de Bandy de Inglaterra en enero de 2017 y Federación de Bandy de Gran Bretaña en septiembre de 2017. Un selección de bandy de Gran Bretaña hizo su debut en el Campeonato Mundial de Bandy de 2019.